# Исманинг

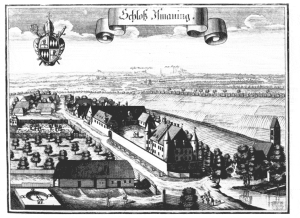
Исманинг

Исманинг (нем. Ismaning) — община в Германии, в земле Бавария.
Подчиняется административному округу Верхняя Бавария. Входит в состав района Мюнхен. Население составляет 15 389 человек (на 31 декабря 2010 года). Занимает площадь 40,19 км².